# Rierot de la Plana del Corb
El Rierot de la Plana del Corb és un antic curs d'aigua de la ciutat de Badalona que recollia les aigües de la Plana del Corb abans de la seva urbanització els anys cinquanta. El recorregut total era de menys de 500 m, de la zona de la Plana fins a la Platja de l'Estació. Actualment està totalment integrat en la trama urbana i les seves aigües van a parar a un col·lector interceptor que les porta a la depuradora del Besòs; així i tot, al final del carrer del Dos de Maig encara hi ha un desguàs que, els dies de pluja més intensa, supera la via del tren i porta l'aigua a la mar.